# Apogon nigrocincta
 Apogon nigrocincta és una espècie de peix de la família dels apogònids i de l'ordre dels perciformes.

## Morfologia
Els mascles poden assolir els 9,1 cm de longitud total.

## Distribució geogràfica
Es troba a l'oceà Índic i a l'oest del Pacífic.